# Oostelijke rouwtapuit
De oostelijke rouwtapuit (Oenanthe lugens) is een zangvogel uit de familie Muscicapidae (Vliegenvangers).

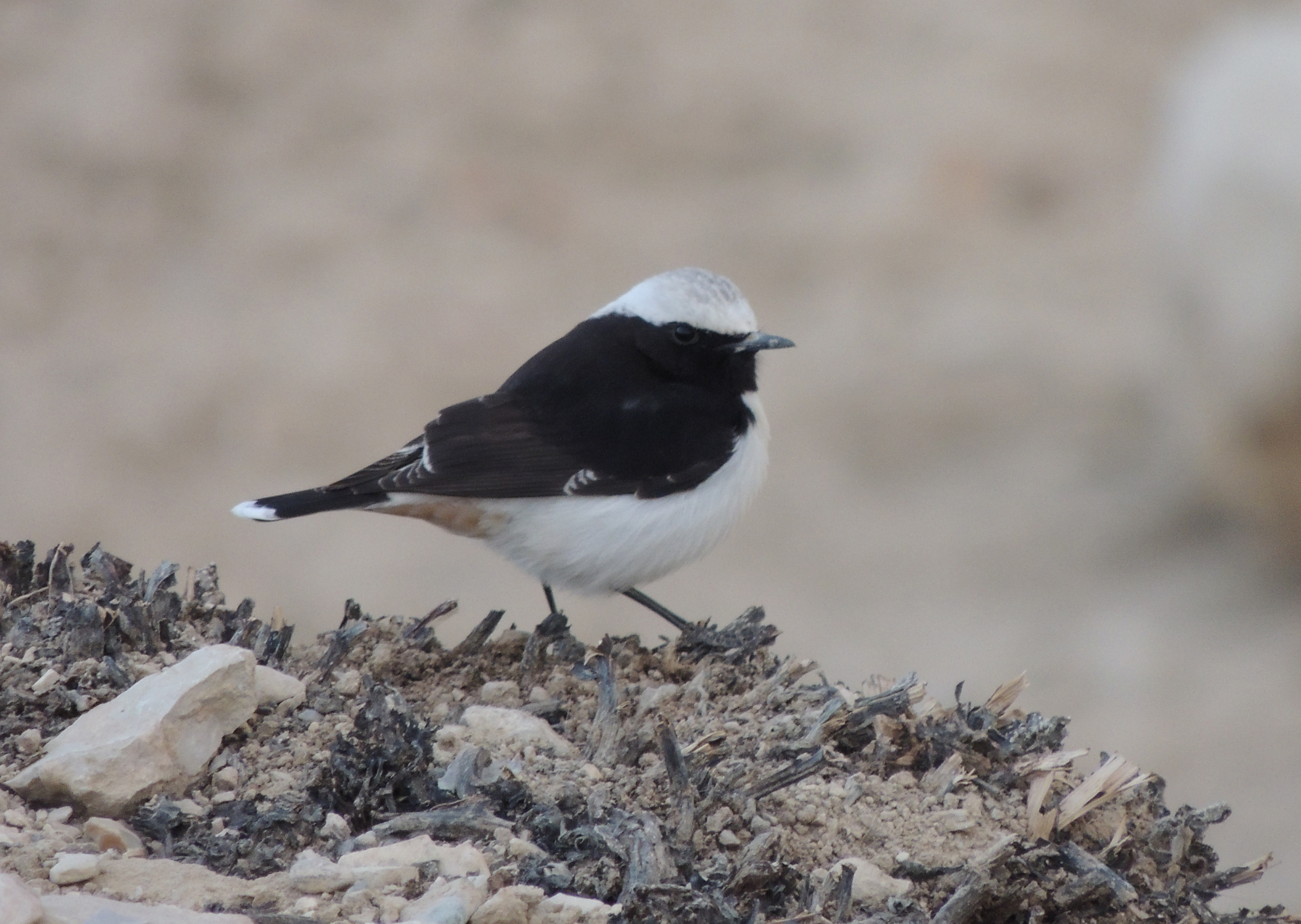
Rouwtapuit in Jordanië (Petra)

## Kenmerken
De vogel is 14,5 tot 16,5 cm. Het mannetje heeft in de broedtijd een opvallend zwart en wit verenkleed. De kruin, borst, buik, stuit en deel van de staart zijn wit. De vleugels, mantel en het "gezicht" zijn zwart. De gespreide staart vertoont de bij meer tapuiten opvallende omgekeerde, zwarte T. De onderstaartdekveren van de ondersoort uit Iran zijn opvallender okerkleurig dan bij de nominaat.

## Verspreiding en leefgebied
Deze soort telt twee ondersoorten:
- O. l. lugens: Oost-Egypte en verder het Arabisch Schiereiland.
- O. l persica: noordoostelijk Afrika en Iran

Het leefgebied bestaat uit ruige, stenige berggebieden met kloven en ravijnen, maar ook in spaarzaam begroeide wadi's in woestijngebied. Vogels die in Iran in berggebieden voorkomen, trekken 's winters naar lagere, warme streken in de buurt. Het zijn dus geen lange-afstandtrekvogels.

## Status
De grootte van de populatie is niet gekwantificeerd. Men veronderstelt dat de soort in aantal stabiel is. Om deze redenen staat de rouwtapuit als niet bedreigd op de Rode Lijst van de IUCN.